# Bebelis puncticollis
Bebelis puncticollis är en skalbaggsart som först beskrevs av Fisher 1947.  Bebelis puncticollis ingår i släktet Bebelis och familjen långhorningar.
Artens utbredningsområde är Nicaragua. Inga underarter finns listade.